# Villa Tusculum (Kadaň)
Villa Tusculum (čp. 868) (počeštěle též Tuskulum) je prvorepublikový rodinný dvojdům (Zweifamilienhaus) vilového typu v Kadani. Nachází se ve Fibichově ulici (dříve Goethova) v předměstské vilové čtvrti dříve známé jako čtvrť Svatovojtěšská. Autorem projektu je kadaňský vilový architekt a stavitel Johann Petzet. Vila vznikla na objednávku manželů Antona a Marie Fuhrových z Vernéřova na Kadaňsku. Dlouhodobě vilu obýval také gymnaziální profesor Josef Sturm s rodinou.

## Výstavba
Projekt Villy Tusculum vyhotovil renomovaný kadaňský vilový architekt a stavitel Johann Petzet na objednávku manželů Antona a Marie Fuhrových na jaře roku 1928. V žádosti o stavební povolení se nachází například informace o plánované střešní krytině, kterou měl být stejně jako u ostatních vil ve Svatojiřské čtvrti červený eternit v barvě mědi. Ještě téhož roku byly stavební práce hotovy a v září se v domě sešla kolaudační komise pod vedením radního Roberta Rödigera, jejímiž členy byli dále Ing. Hans Jungwirth, vedoucí stavebního úřadu v Kadani, a MUDr. Franz Patera, městský lékař. Komise si ještě zpětně vyžádala chybějící projektovou dokumentaci k verandě v prvním poschodí a nová Villa Tusculum byla shledána obyvatelnou. Název vily je odvozen od antického (původně etruského) města ležícího jihovýchodně od Říma. Město Tusculum ve středověku zcela zaniklo, bylo však v 19. století znovu objeveno a proběhla zde řada archeologických vykopávek. Významným rodákem tohoto antického města byl například Marcus Porcius Cato Censor. Manželé Fuhrovi se tedy zřejmě orientovali v tehdejším klasickém vzdělání, anebo prostě jen hledali módní název pro svou rodinnou rezidenci.

## Majitelé a rezidenti
Stavebníky a prvními majiteli Villy Tusculum byli manželé Anton a Marie Fuhrovi. Ještě roku 1936 jsou jako majitelé uváděni společně, po roce 1939 zůstává v úředních dokumentech majitelem pouze Anton Fuhr. Rodina však i po dokončení vily zůstala bydlet ve Vernéřově a vilu pronajímala. Od srpna 1938 zde žil gymnaziální profesor Josef Sturm se svou rodinou. Sturm se narodil roku 1881 v Kadani, kde se také v roce 1909 oženil se svou vzdálenou příbuznou Helenou Sturm (*1883). Roku 1908 pracoval Josef Sturm jako pomocný pedagog na Německém státním gymnáziu na Starém Městě pražském, ještě téhož roku pak přestoupil nyní již jako gymnaziální profesor na gymnázium v Hranicích na Moravě. Brzy se však Sturmovi vrátili zpět do Prahy, kde se jim narodily jejich dvě děti – syn Dietrich (*1912) a dcera Helena (*1913). Dietrich Sturm absolvoval gymnaziální studia v Praze a ve Ville Tusculum v Kadani pobýval jen krátce. V letech 1931 až 1937 studoval na Lékařské fakultě Německé univerzity v Praze, kam se také v září 1939 přestěhoval. Manželé Sturmovi byli v písemném kontaktu například s PhDr. Heribertem Sturmem (1904–1981), Josefovým synovcem a absolventem kadaňského gymnázia, významným chebským a později bavorským historikem. Za druhé světové války byli ve vile ubytováni mimo jiné i další příbuzní rodiny Sturmových, Kadaňané žijící ve Vídni, a později ke konci války též různí uprchlíci ze Slezska. V červnu 1945 byl Josef Sturm s rodinou vypovězen z Kadaně i Československa a Villa Tusculum byla zkonfiskována.